# Leni Fischer
Helene „Leni“ Fischer, geborene Lechte (* 18. Juli 1935 in Haltern, heute Haltern am See, im Kreis Recklinghausen; † 2. März 2022 in Rheine), war eine deutsche Pädagogin, zuletzt als Konrektorin, und Politikerin (CDU). Von 1976 bis 1998 war sie Mitglied des Bundestages.

## Leben und Beruf
Nach dem Abitur 1955 in Rheine studierte Fischer Philologie, Englisch, Französisch und Geschichte an der Westfälischen Wilhelms-Universität Münster. Während ihres Studiums absolvierte sie mehrere Aufenthalte in England (London, Birmingham, Chester) und Frankreich (Paris, Bordeaux). Sie bestand 1959 das Examen für das Lehramt, trat im gleichen Jahr in den Realschuldienst ein und war als Lehrerin in Burgsteinfurt tätig. 1969 wechselte sie an die Realschule Neuenkirchen, wo sie bis zur stellvertretenden Direktorin aufstieg. 1976 schied die Konrektorin aus dem Schuldienst aus. Des Weiteren betätigte sie sich in der Erwachsenenbildung und war seit 1973 Leiterin der Volkshochschule Neuenkirchen. Leni Fischer war katholisch, verheiratet und hatte drei Kinder.

## Partei
Fischer trat 1968 in die CDU ein, wurde später in den Landesvorstand der CDU Westfalen-Lippe gewählt und war von 1983 bis 1986 stellvertretende Vorsitzende des Landesverbandes NRW. Nach der Zusammenlegung der Landesverbände Rheinland und Westfalen-Lippe wurde sie in den Landesvorstand der CDU Nordrhein-Westfalen gewählt, dem sie bis 1994 angehörte. Sie war von 1975 bis 1986 Landesvorsitzende der Frauenvereinigung der CDU Westfalen-Lippe, Hausfrau und von 1987 bis 1991 Landesvorsitzende der Frauen-Union der CDU Nordrhein-Westfalen. Von 1981 bis 1990 war sie außerdem stellvertretende Bundesvorsitzende der Frauen-Union.

## Abgeordnete
Fischer war von 1975 bis 1979 Ratsmitglied der Gemeinde Neuenkirchen. Dem Deutschen Bundestag gehörte sie von der achten Wahlperiode 1976 bis 1998 an. Sie war stets über die Landesliste Nordrhein-Westfalen ins Parlament eingezogen. Im Bundestag beschäftigte sie sich vor allem mit außen-, verteidigungs- und entwicklungspolitischen Themen.
Zudem war sie Mitglied der Deutschen Gesellschaft für die Vereinten Nationen und im Vorstand der Deutschen Sektion der Europäischen Frauenunion. Im Februar 1985 wurde Fischer Mitglied der Parlamentarischen Versammlung des Europarates und der Westeuropäischen Union (WEU). Sie war 1994/95 Vorsitzende der EVP-Fraktion, gleichzeitig Vizepräsidentin und von Januar 1996 bis Januar 1999 Präsidentin der Parlamentarischen Versammlung des Europarates. Anschließend wurde sie zu deren Ehrenpräsidentin bestimmt.

## Ehrungen
- 1987: Bundesverdienstkreuz am Bande
- 1998 erhielt sie das Große Goldene Ehrenzeichen am Bande für Verdienste um die Republik Österreich[3]
- 1999: Großkreuz des Sterns von Rumänien[4]